# 天皇杯 JFA 第99回全日本サッカー選手権大会
天皇杯 JFA 第99回全日本サッカー選手権大会（てんのうはい JFA だい99かい ぜんにほんサッカーせんしゅけんたいかい、英: Emperor's Cup JFA 99th Japan Football Championship）は、2019年（令和元年）5月25日から2020年（令和2年）1月1日まで開催された天皇杯 JFA 全日本サッカー選手権大会。ヴィッセル神戸が初優勝を飾った。

## 概要

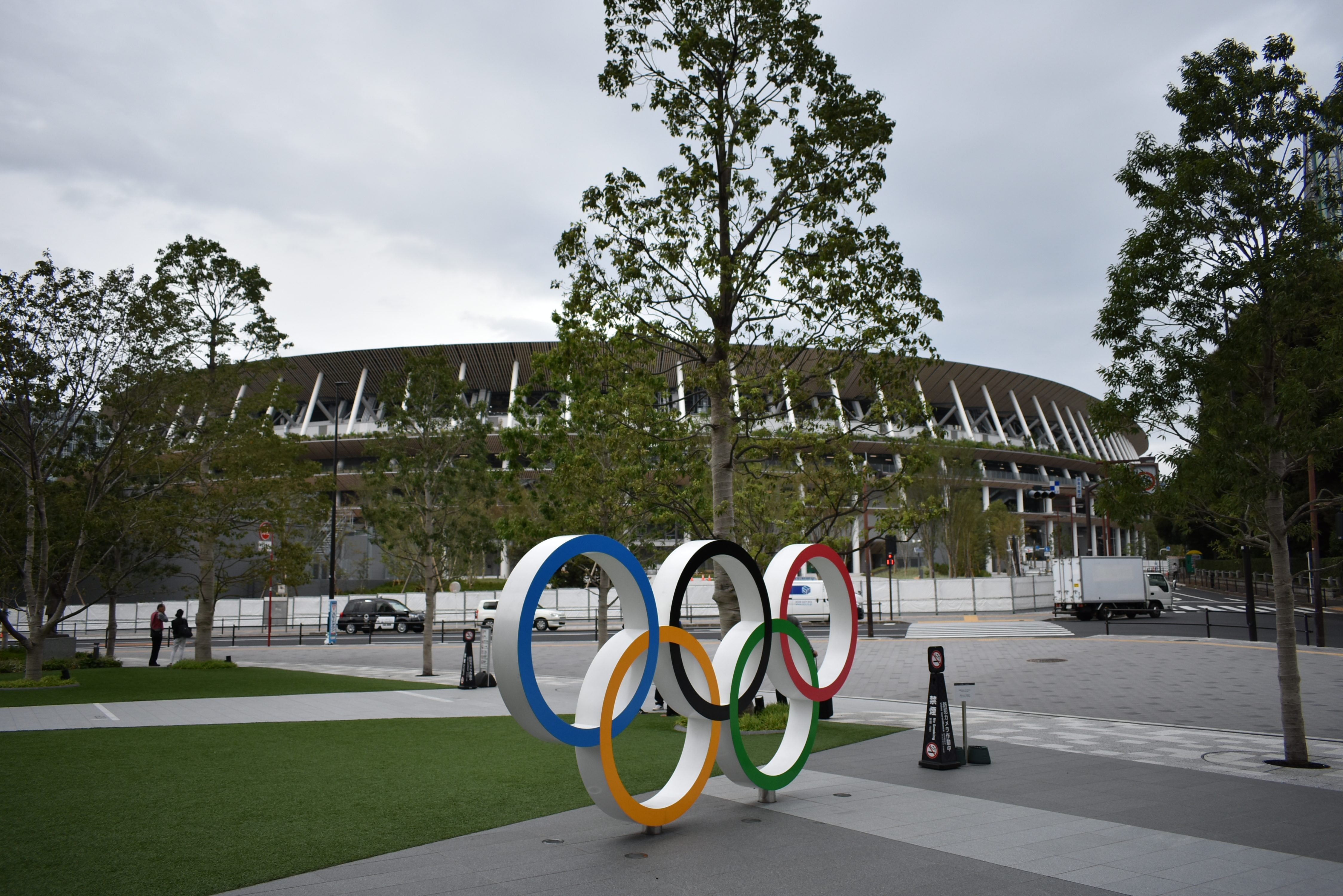
国立競技場

2018年12月13日にマッチスケジュールとシード枠が発表された。前回大会同様の5月開幕となるが、2回戦から4回戦の日程が約1か月繰り下げられている。
決勝の日程と会場についてはマッチスケジュール発表に先立つ2018年10月12日に、（新）国立競技場での元日開催となることが発表されている。元日開催は2年ぶりで、国立競技場での決勝は国立霞ヶ丘競技場陸上競技場（旧国立競技場）時代の第93回大会以来6年ぶり。また、今大会の決勝は（新）国立競技場で対外的に行う初めてのスポーツ競技大会となることが明らかにされており、決勝と同年に開催される2020年東京オリンピック・2020年東京パラリンピックの運営準備に向けて組織委員会におけるオペレーションの確認も行われる予定となっている。これに関連して、決勝戦では国際サッカー評議会 (IFAB) と国際サッカー連盟 (FIFA) の承認が得られることを条件に、天皇杯で初めてビデオ・アシスタント・レフェリー (VAR) を採用することが明らかになっている。
本大会でのポスター・チラシ等に用いるメインビジュアルには、書道家の青柳美扇が墨書した「挑」の文字が用いられている。

## 日程
2018年12月13日に発表された日程および大会公式サイトの大会要項 に基づく。前回大会同様、1回戦は土日に、2回戦から準々決勝までは全て平日（水曜日）に開催される。
| 試合     | 開催日       | 予備日                 | 参加チーム数変動   | 備考                                 |
| -------- | ------------ | ---------------------- | ------------------ | ------------------------------------ |
| 1回戦    | 5月25、26日  | 5月27日                | 48 (1+47) → 24     | アマチュアシード、都道府県代表の参加 |
| 2回戦    | 7月3日、10日 | 7月10日、17日          | 64 (24+18+22) → 32 | J1・J2チームの参加                   |
| 3回戦    | 8月14日      | 8月20日、21日、9月11日 | 32 → 16            |                                      |
| 4回戦    | 9月18日      | 9月25日                | 16 → 8             |                                      |
| 準々決勝 | 10月23日     | 11月27日               | 8 → 4              |                                      |
| 準決勝   | 12月21日     | 12月26日               | 4 → 2              |                                      |
| 決勝     | 2020年1月1日 |                        | 2 → 1              |                                      |

## 出場チーム
以下の「出場回数」についてはJFAの公式記録に基づくが、基本的には「前身となるチーム（クラブ化前の実業団チーム、など）からの通算回数」としている。ただし、一部に例外もある。

### J1リーグ
2019年のJ1リーグ所属の全18チーム。
| チーム                 | 出場回数       |
| ---------------------- | -------------- |
| 北海道コンサドーレ札幌 | 38年連続39回目 |
| ベガルタ仙台           | 25年連続26回目 |
| 鹿島アントラーズ       | 28年連続36回目 |
| 浦和レッズ             | 54年連続55回目 |
| FC東京                 | 26年連続26回目 |
| 川崎フロンターレ       | 25年連続36回目 |
| 横浜F・マリノス        | 41年連続42回目 |
| 湘南ベルマーレ         | 48年連続48回目 |
| 松本山雅FC             | 12年連続14回目 |

| チーム             | 出場回数       |
| ------------------ | -------------- |
| 清水エスパルス     | 28年連続28回目 |
| ジュビロ磐田       | 40年連続43回目 |
| 名古屋グランパス   | 29年連続43回目 |
| ガンバ大阪         | 39年連続39回目 |
| セレッソ大阪       | 26年連続51回目 |
| ヴィッセル神戸     | 29年連続33回目 |
| サンフレッチェ広島 | 48年連続68回目 |
| サガン鳥栖         | 26年連続28回目 |
| 大分トリニータ     | 24年連続24回目 |

### J2リーグ
2019年のJ2リーグ所属の全22チーム。
| チーム                 | 出場回数       |
| ---------------------- | -------------- |
| モンテディオ山形       | 24年連続28回目 |
| 水戸ホーリーホック     | 24年連続24回目 |
| 栃木SC                 | 2年連続20回目  |
| 大宮アルディージャ     | 24年連続25回目 |
| ジェフユナイテッド千葉 | 33年連続55回目 |
| 柏レイソル             | 25年連続52回目 |
| 東京ヴェルディ         | 44年連続45回目 |
| FC町田ゼルビア         | 5年連続8回目   |
| 横浜FC                 | 21年連続21回目 |
| ヴァンフォーレ甲府     | 24年連続28回目 |
| アルビレックス新潟     | 24年連続28回目 |

| チーム               | 出場回数       |
| -------------------- | -------------- |
| ツエーゲン金沢       | 13年連続16回目 |
| FC岐阜               | 14年連続14回目 |
| 京都サンガF.C.       | 26年連続37回目 |
| ファジアーノ岡山     | 12年連続12回目 |
| レノファ山口FC       | 5年連続16回目  |
| 徳島ヴォルティス     | 29年連続31回目 |
| 愛媛FC               | 21年連続21回目 |
| アビスパ福岡         | 26年連続28回目 |
| V・ファーレン長崎    | 11年連続13回目 |
| 鹿児島ユナイテッドFC | 6年連続6回目   |
| FC琉球               | 10年連続13回目 |

### アマチュアシードチーム
第67回全日本大学サッカー選手権大会優勝チーム。
| チーム   | 所属リーグ  | 出場回数       |
| -------- | ----------- | -------------- |
| 法政大学 | 関東大学1部 | 13年ぶり13回目 |

### 都道府県代表
愛知県代表は4月20日 に、秋田・鳥取・島根・岡山・広島・山口の6県代表は4月21日 に、徳島県代表は5月5日 に、茨城・栃木・群馬・埼玉・千葉・東京・神奈川・兵庫・奈良の9都県代表は5月11日 に、それ以外の30道府県代表は5月12日 に決定。
| 都道府県 | チーム                 | 所属リーグ    | 出場回数       |
| -------- | ---------------------- | ------------- | -------------- |
| 北海道   | 北海道教育大学岩見沢校 | 北海道学生1部 | 02年連続05回目 |
| 青森県   | ヴァンラーレ八戸       | J3            | 02年ぶり08回目 |
| 岩手県   | いわてグルージャ盛岡   | J3            | 12年連続13回目 |
| 宮城県   | 仙台大学               | 東北大学1部   | 04年ぶり03回目 |
| 秋田県   | ブラウブリッツ秋田     | J3            | 18年連続26回目 |
| 山形県   | 山形大学医学部         | 東北大学2部   | 04年ぶり03回目 |
| 福島県   | いわきFC               | 東北1部       | 03年連続03回目 |
| 茨城県   | 流通経済大学           | 関東大学1部   | 02年連続10回目 |
| 栃木県   | 栃木シティFC           | 関東1部       | 02年ぶり10回目 |
| 群馬県   | ザスパクサツ群馬       | J3            | 17年連続17回目 |
| 埼玉県   | 東京国際大学           | 関東大学1部   | 02年ぶり06回目 |
| 千葉県   | ブリオベッカ浦安       | 関東1部       | 02年ぶり04回目 |
| 東京都   | 明治大学               | 関東大学1部   | 05年ぶり14回目 |
| 神奈川県 | 桐蔭横浜大学           | 関東大学1部   | 04年ぶり03回目 |
| 山梨県   | 山梨学院大学ペガサス   | 山梨県1部     | 06年ぶり02回目 |
| 長野県   | AC長野パルセイロ       | J3            | 08年連続09回目 |
| 新潟県   | 新潟医療福祉大学       | 北信越大学1部 | 04年連続04回目 |
| 富山県   | カターレ富山           | J3            | 04年連続11回目 |
| 石川県   | 北陸大学               | 北信越大学1部 | 02年ぶり04回目 |
| 福井県   | 福井ユナイテッドFC     | 北信越1部     | 08年連続11回目 |
| 静岡県   | Honda FC               | JFL           | 04年連続39回目 |
| 愛知県   | FC刈谷                 | 東海1部       | 07年ぶり15回目 |
| 三重県   | ヴィアティン三重       | JFL           | 05年ぶり02回目 |
| 岐阜県   | 岐阜協立大学           | 東海学生1部   | 02年ぶり03回目 |

| 都道府県 | チーム               | 所属リーグ  | 出場回数       |
| -------- | -------------------- | ----------- | -------------- |
| 滋賀県   | MIOびわこ滋賀        | JFL         | 02年連続07回目 |
| 京都府   | 立命館大学           | 関西学生1部 | 04年ぶり08回目 |
| 大阪府   | FC大阪               | JFL         | 03年連続05回目 |
| 兵庫県   | 関西学院大学         | 関西学生1部 | 02年連続27回目 |
| 奈良県   | 奈良クラブ           | JFL         | 11年連続11回目 |
| 和歌山県 | アルテリーヴォ和歌山 | 関西1部     | 11年連続11回目 |
| 鳥取県   | ガイナーレ鳥取       | J3          | 20年連続22回目 |
| 島根県   | 松江シティFC         | JFL         | 05年連続06回目 |
| 岡山県   | 環太平洋大学         | 中国大学1部 | 09年ぶり02回目 |
| 広島県   | SRC広島              | 中国        | 04年連続06回目 |
| 山口県   | 徳山大学             | 中国大学1部 | 04年連続11回目 |
| 香川県   | カマタマーレ讃岐     | J3          | 15年連続21回目 |
| 徳島県   | FC徳島               | 四国        | 04年連続04回目 |
| 愛媛県   | 松山大学             | 四国大学    | 23年ぶり02回目 |
| 高知県   | 高知ユナイテッドSC   | 四国        | 04年連続04回目 |
| 福岡県   | ギラヴァンツ北九州   | J3          | 02年ぶり11回目 |
| 佐賀県   | 佐賀LIXIL FC         | 九州        | 02年連続09回目 |
| 長崎県   | MD長崎               | 長崎県1部   | 02年ぶり03回目 |
| 熊本県   | ロアッソ熊本         | J3          | 20年連続20回目 |
| 大分県   | ヴェルスパ大分       | JFL         | 03年連続09回目 |
| 宮崎県   | ホンダロックSC       | JFL         | 03年ぶり13回目 |
| 鹿児島県 | 鹿屋体育大学         | 九州大学1部 | 06年ぶり11回目 |
| 沖縄県   | 沖縄SV               | 九州        | 初出場         |

出場回数に関する備考
1. ↑  日産自動車サッカー部→横浜マリノスからの出場回数を含む。なお、横浜フリューゲルスの出場回数（13回）は含まない。
2. ↑  鳥栖フューチャーズの出場回数（5回）を含む（なお、鳥栖と鳥栖Fには組織としての連続性はない。当該項参照）。
3. ↑  前身である国見FCの出場回数（1回）は含まない。
4. ↑  前身のヴォルカ鹿児島（6回）およびFC KAGOSHIMA（1回、別に前身の鹿屋体育大学クラブで1回出場）の出場回数は含まない。
5. ↑  前身の北陸電力/アローズ北陸 (10回出場)およびYKK APサッカー部 (11回出場)の出場回数は含まない。
6. ↑  承継元のサウルコス福井 (10回出場)での出場回数を含む。
7. ↑  関学クラブ (10回出場)および全関学 (4回出場)の出場回数は含まない。
8. ↑  松山商大学（1回出場）、松山MUC（1回出場）、全松山商大学（1回出場）の出場回数は含まない。
9. ↑  前身のアイゴッソ高知 (「南国高知FC」として3回出場)の出場回数は含まない。
10. ↑  前身の三菱化成黒崎サッカー部の出場回数 (4回)を含まない。
11. ↑  NTT熊本およびアルエット熊本の出場回数（5回）を含む（なお、ロアッソ熊本（および旧チーム名のロッソ熊本）とNTT熊本およびアルエット熊本には組織としての連続性はない。当該項参照）。

## 試合結果
3回戦までの対戦カード及び2回戦までのマッチスケジュールは2019年4月4日に発表された。以下の方法で抽選が行われた。
- 1回戦は、アウェイで対戦することが決まっている24チームについて、東エリア (北海道・東北・関東+アマチュアシード。8チーム)を第1ポット、中央エリア (北信越・東海・関西。7チーム)を第2ポット、西エリア (中国・四国・九州。9チーム)を第3ポットに分け、第1→第3ポットの順番に抽選を行い、第3ポットで最後に残ったチームを第2ポットに移し、第2ポットを抽選して対戦相手を決定 (これにより、1回戦は原則としてエリア内のチーム同士の対戦となる)。
- 2回戦は、2018年のJ1リーグ18チーム+2018年のJ2リーグ上位6チームの計24チームを上述のエリアごとに3つのポットに分け、各ポットごとに抽選を行って対戦カードを決定。これにより、2回戦も原則としてエリア内のチーム同士の対戦となるが、第1ポットが14チーム、第2ポットが7チーム、第3ポットが3チームと偏りが生じるため、「第2ポットから第3ポットに4チームを移動 → 第1ポットから8チームを抽選 → 第1ポットの残った5チームを第2ポットに移動 → 第2ポットを抽選 → 第3ポットを抽選」の手順で抽選が行われた。

なお、2018年のJ2リーグ7位以下のチームは、あらかじめ対戦カードが決められていた。

### 1回戦
| 2019年5月26日 No.1 | ブラウブリッツ秋田 | 0 - 3    | 明治大学                                    | 秋田市                                                |
| 13:00              |                    | 公式記録 | - 森下龍矢 30分 - 小柏剛 40分 - 佐藤亮 79分 | 競技場: ソユースタジアム 観客数: 526人 主審: 畠山大介 |

| 2019年5月25日 No.2 | ホンダロックSC                                                       | 5 - 1    | FC徳島          | 延岡市                                                                |
| 13:00              | - 吉村康平 9分 - 米良知記 21分, 48分 - 坂本翔 45+2分 - 當瀬泰祐 88分 | 公式記録 | - 中峯正博 67分 | 競技場: 延岡市西階総合運動公園陸上競技場 観客数: 503人 主審: 田代雄大 |

| 2019年5月25日 No.3 | 栃木シティFC | 0 - 2    | ヴァンラーレ八戸                     | 宇都宮市                                                      |
| 13:00              |              | 公式記録 | - 中村太一 34分 - 須藤貴郁 80分 (PK) | 競技場: 栃木県グリーンスタジアム 観客数: 494人 主審: 原田雅士 |

| 2019年5月26日 No.4 | AC長野パルセイロ | 1 - 0    | 新潟医療福祉大学 | 佐久市                                                          |
| 13:00              | - 三上陽輔 83分  | 公式記録 |                  | 競技場: 佐久総合運動公園陸上競技場 観客数: 893人 主審: 御厨貴文 |

| 2019年5月25日 No.5                        | 松江シティFC                     | 2 - 2 (延長) (2 - 4 PK戦)                 | カマタマーレ讃岐                | 益田市                                                  |
| 13:00                                     | - 佐藤啓志郎 8分 - 中井栞吏 28分 | 公式記録                                  | - 渡辺悠雅 13分 - 赤星雄祐 73分 | 競技場: 島根県立サッカー場 観客数: 318人 主審: 加藤正和 |
|                                           | PK戦                             |                                           |                                 |                                                         |
| - 筒井俊 - 磯江太勢 - 宮内寛斗 - 吉井佑将 |                                  | - 柳田健太 - 濱口草太 - 佐々木渉 - 林友哉 |                                 |                                                         |

| 2019年5月26日 No.6 | ブリオベッカ浦安 | 0 - 1    | 法政大学        | 千葉市                                                  |
| 13:00              |                  | 公式記録 | - 竹本大輝 35分 | 競技場: フクダ電子アリーナ 観客数: 761人 主審: 辛島宗烈 |

| 2019年5月25日 No.7 | 福井ユナイテッドFC               | 2 - 4    | Honda FC                                                  | 坂井市                                                            |
| 13:00              | - 山田雄太 4分 - 金村賢志郎 37分 | 公式記録 | - 佐々木俊輝 58分, 84分 - 古橋達弥 69分 - 遠野大弥 90+2分 | 競技場: テクノポート福井スタジアム 観客数: 534人 主審: 宇治原拓也 |

| 2019年5月26日 No.8 | ヴィアティン三重                              | 3 - 2 (延長) | 関西学院大学                   | 鈴鹿市                                                                                              |
| 13:00              | - 坂井将吾 10分 - 西村仁志 23分 - 塩谷仁 92分 | 公式記録     | - 山見大登 4分 - 中村匡克 64分 | 競技場: 三重交通Gスポーツの杜鈴鹿 サッカー・ラグビー場メイングラウンド 観客数: 736人 主審: 松澤慶和 |

| 2019年5月26日 No.9 | MD長崎 | 0 - 1    | 高知ユナイテッドSC | 長崎市                                                                      |
| 13:00              |        | 公式記録 | - 村上魁 90+2分    | 競技場: 長崎市総合運動公園かきどまり陸上競技場 観客数: 462人 主審: 大橋侑祐 |

| 2019年5月26日 No.10 | 北海道教育大学岩見沢校 | 0 - 2    | 流通経済大学          | 札幌市                                                  |
| 13:00               |                        | 公式記録 | - 齋藤聖七 71分, 87分 | 競技場: 札幌厚別公園競技場 観客数: 405人 主審: 道山悟至 |

| 2019年5月26日 No.11 | 奈良クラブ      | 1 - 2    | 立命館大学                      | 奈良市                                                  |
| 13:00               | - 島田拓海 84分 | 公式記録 | - 田中康介 17分 - 延祐太 45+2分 | 競技場: ならでんフィールド 観客数: 620人 主審: 松本康之 |

| 2019年5月25日 No.12 | いわきFC                    | 2 - 3    | 仙台大学                                             | 福島市                                                            |
| 13:00               | - 金大生 15分 - 55分 (o.g.) | 公式記録 | - 人見大地 49分 - 嵯峨理久 58分 (PK) - 岩渕弘人 82分 | 競技場: とうほう・みんなのスタジアム 観客数: 951人 主審: 長峯滉希 |

| 2019年5月26日 No.13 | 松山大学 | 0 - 2    | 沖縄SV                         | 今治市                                                                |
| 13:00               |          | 公式記録 | - 高原直泰 6分 - 山内達朗 80分 | 競技場: ありがとうサービス. 夢スタジアム 観客数: 589人 主審: 松尾明徳 |

| 2019年5月26日 No.14 | SRC広島     | 1 - 2    | 鹿屋体育大学                       | 広島市                                                                           |
| 13:00               | 30分 (o.g.) | 公式記録 | - 木橋朋暉 7分 - 小屋原尚希 90+6分 | 競技場: コカ･コーラボトラーズジャパン広島スタジアム 観客数: 750人 主審: 横山卓哉 |

| 2019年5月26日 No.15                                   | ガイナーレ鳥取                      | 2 - 2 (延長) (4 - 3 PK戦)                                | 環太平洋大学          | 鳥取市                                                        |
| 13:00                                                 | - ヴィートル・ガブリエル 15分, 45分 | 公式記録                                                 | - 赤木直人 53分, 56分 | 競技場: とりぎんバードスタジアム 観客数: 823人 主審: 石丸秀平 |
|                                                       | PK戦                                |                                                          |                       |                                                               |
| - フェルナンジーニョ - 西山雄介 - 可児壮隆 - 星野有亮 |                                     | - 赤木直人 - 森園貴仁 - 佐々木敦河 - 中村駿介 - 曽田一騎 |                       |                                                               |

| 2019年5月25日 No.16 | アルテリーヴォ和歌山                | 3 - 0    | 佐賀LIXIL FC | 和歌山市                                                            |
| 13:00               | 安川常聖 20分 - 宮下周歩 82分, 88分 | 公式記録 |              | 競技場: 和歌山県紀三井寺公園陸上競技場 観客数: 524人 主審: 須谷雄三 |

| 2019年5月26日 No.17 | ギラヴァンツ北九州                                                       | 6 - 0    | 徳山大学 | 北九州市                                                              |
| 13:00               | - 福森健太 19分, 42分, 73分 - 町野修斗 45分, 47分 - 池元友樹 90+3分 (PK) | 公式記録 |          | 競技場: ミクニワールドスタジアム北九州 観客数: 1,212人 主審: 国吉真樹 |

| 2019年5月25日 No.18 | ザスパクサツ群馬 | 1 - 0 (延長) | 東京国際大学 | 前橋市                                                                      |
| 13:00               | - 髙澤優也 116分 | 公式記録     |              | 競技場: 群馬県立敷島公園サッカー・ラグビー場 観客数: 1,326人 主審: 國吉真吾 |

| 2019年5月26日 No.19 | 岐阜協立大学                      | 2 - 4    | 北陸大学                                         | 岐阜市                                                                      |
| 13:00               | - 横山智也 73分 - 田中洸太朗 82分 | 公式記録 | - 長島グローリー 7分, 18分, 65分 - 東出壮太 61分 | 競技場: 岐阜メモリアルセンター長良川球技メドウ 観客数: 518人 主審: 千葉直史 |

| 2019年5月26日 No.20 | ロアッソ熊本                    | 2 - 0    | ヴェルスパ大分 | 熊本市                                                      |
| 13:00               | - 高瀬優孝 57分 - 小谷祐喜 76分 | 公式記録 |                | 競技場: えがお健康スタジアム 観客数: 1,456人 主審: 矢野浩平 |

| 2019年5月26日 No.21 | いわてグルージャ盛岡 | 1 - 0    | 山梨学院大学ペガサス | 盛岡市                                                  |
| 13:00               | - 谷口海斗 66分      | 公式記録 |                      | 競技場: いわぎんスタジアム 観客数: 373人 主審: 大田智寛 |

| 2019年5月25日 No.22 | 桐蔭横浜大学                                                                                                  | 8 - 0    | 山形大学医学部 | 平塚市                                                       |
| 13:00               | - 下村司 17分 - 岩下航 42分 - 杉山雄太 43分 - 山田新 60分, 72分, 90+2分 - 松本幹太 66分 - イサカ・ゼイン 71分 | 公式記録 |                | 競技場: Shonan BMW スタジアム平塚 観客数: 381人 主審: 長谷拓 |

| 2019年5月25日 No.23 | MIOびわこ滋賀 | 0 - 2    | FC大阪                        | 東近江市                                                                                      |
| 13:00               |               | 公式記録 | - 川西誠 17分 - 須ノ又諭 42分 | 競技場: 東近江市布引運動公園陸上競技場(布引グリーンスタジアム) 観客数: 267人 主審: 佐々木慎哉 |

| 2019年5月26日 No.24 | カターレ富山                                  | 2 - 0    | FC刈谷 | 高岡市                                                                       |
| 13:00               | - ルーカス・ダウベルマン 30分 - 田中智大 78分 | 公式記録 |        | 競技場: 高岡スポーツコア サッカー・ラグビー場 観客数: 1,347人 主審: 山口大輔 |

### 2回戦
| 2019年7月3日 No.25 | 川崎フロンターレ | 1 - 0    | 明治大学 | 川崎市                                                |
| 19:04              | - 15分 (o.g.)    | 公式記録 |          | 競技場: 等々力陸上競技場 観客数: 8,031人 主審: 東城穣 |

| 2019年7月3日 No.26 | ジェフユナイテッド千葉 | 0 - 3    | ファジアーノ岡山                                    | 千葉市                                                    |
| 19:00              |                        | 公式記録 | - 増田繁人 45+2分 - 福元友哉 70分 - 武田拓真 90+5分 | 競技場: フクダ電子アリーナ 観客数: 2,264人 主審: 西山貴生 |

| 2019年7月3日 No.27 | ジュビロ磐田                                                  | 5 - 2    | ホンダロックSC                | 磐田市                                                        |
| 19:00              | - 中山仁斗 27分, 54分, 90+4分 - 森谷賢太郎 61分 - 森下俊 64分 | 公式記録 | - 田宮碧人 39分 - 安藤翼 59分 | 競技場: ヤマハスタジアム(磐田) 観客数: 2,510人 主審: 佐藤隆治 |

| 2019年7月3日 No.28 | 松本山雅FC                      | 2 - 3 (延長) | ヴァンラーレ八戸                                 | 松本市                                                     |
| 19:00              | - 飯田真輝 24分 - 田中隼磨 93分 | 公式記録     | - 中村太一 89分 - 新井山祥智 97分 - 國分将 119分 | 競技場: サンプロ アルウィン 観客数: 3,719人 主審: 山本雄大 |

| 2019年7月3日 No.29 | 清水エスパルス    | 1 - 0    | AC長野パルセイロ | 静岡市                                                     |
| 19:00              | - 河井陽介 90+2分 | 公式記録 |                  | 競技場: IAIスタジアム日本平 観客数: 2,253人 主審: 上田益也 |

| 2019年7月3日 No.30 | アビスパ福岡                     | 2 - 1 (延長) | 鹿児島ユナイテッドFC | 福岡市                                                            |
| 19:00              | - 前川大河 44分 - 木戸皓貴 102分 | 公式記録     | - 永畑祐樹 35分      | 競技場: レベルファイブスタジアム 観客数: 1,182人 主審: 三上正一郎 |

| 2019年7月3日 No.31 | ガンバ大阪                                                                                | 7 - 1    | カマタマーレ讃岐 | 吹田市                                                            |
| 19:03              | - 中村敬斗 10分, 14分, 79分 - 食野亮太郎 24分 - 髙木彰人 75分, 82分 - アデミウソン 90+4分 | 公式記録 | - 荒堀謙次 40分  | 競技場: パナソニックスタジアム吹田 観客数: 3,543人 主審: 大坪博和 |

| 2019年7月10日 No.32 | 東京ヴェルディ | 0 - 2    | 法政大学                    | 東京都北区                                                  |
| 18:30               |                | 公式記録 | - 松澤彰 57分 - 橋本陸 79分 | 競技場: 味の素フィールド西が丘 観客数: 2,271人 主審: 川俣秀 |

| 2019年7月3日 No.33 | 北海道コンサドーレ札幌        | 2 - 4    | Honda FC                                                     | 札幌市                                                    |
| 19:00              | - 中村桐耶 33分 - 藤村怜 55分 | 公式記録 | - 遠野大弥 13分 (pen.), 31分 - 古橋達弥 65分 - 池松大騎 86分 | 競技場: 札幌厚別公園競技場 観客数: 2,753人 主審: 笠原寛貴 |

| 2019年7月3日 No.34                                         | 徳島ヴォルティス | 0 - 0 (延長) (5-3 PK戦)                     | 愛媛FC | 鳴門市                                                                                 |
| 19:00                                                      |                  | 公式記録                                    |        | 競技場: 鳴門・大塚スポーツパーク ポカリスエットスタジアム 観客数: 1,465人 主審: 谷本涼 |
|                                                            | PK戦             |                                             |        |                                                                                        |
| - 清武功暉 - 鈴木徳真 - 内田裕斗 - 佐藤晃大 - ウリンボエフ |                  | - 丹羽詩温 - 清川流石 - 川村拓夢 - 中川裕仁 |        |                                                                                        |

| 2019年7月3日 No.35 | 湘南ベルマーレ | 0 - 4    | ヴィアティン三重                            | 平塚市                                                           |
| 19:00              |                | 公式記録 | - 坂井将吾 22分, 50分, 58分 - 北野純也 71分 | 競技場: Shonan BMW スタジアム平塚 観客数: 1,557人 主審: 家本政明 |

| 2019年7月3日 No.36 | V・ファーレン長崎                       | 2 - 1 (延長) | 高知ユナイテッドSC | 諫早市                                                                |
| 19:00              | - 名倉巧 50分 - 幸野志有人 120分 (pen.) | 公式記録     | - 西村勇太 89分    | 競技場: トランスコスモススタジアム長崎 観客数: 1,498人 主審: 佐藤誠和 |

| 2019年7月3日 No.37 | 浦和レッズ                         | 2 - 1    | 流通経済大学  | さいたま市                                                |
| 19:03              | - 鈴木大輔 2分 - エヴェルトン 74分 | 公式記録 | 菊池泰智 19分 | 競技場: 浦和駒場スタジアム 観客数: 6,691人 主審: 高山啓義 |

| 2019年7月3日 No.38 | 水戸ホーリーホック | 1 - 0    | 京都サンガF.C. | 水戸市                                                          |
| 19:00              | - 村田航一 90+2分  | 公式記録 |                | 競技場: ケーズデンキスタジアム水戸 観客数: 1,341人 主審: 柿沼亨 |

| 2019年7月3日 No.39 | 横浜F・マリノス                         | 2 - 1    | 立命館大学    | 横浜市                                                      |
| 19:00              | - 天野純 42分 - イッペイ・シノヅカ 80分 | 公式記録 | 田中康介 51分 | 競技場: ニッパツ三ツ沢球技場 観客数: 3,434人 主審: 岡部拓人 |

| 2019年7月10日 No.40 | 横浜FC                        | 2 - 1    | 仙台大学        | 横浜市                                                    |
| 19:00               | - 松井大輔 75分 - 戸島章 81分 | 公式記録 | - 藤岡優也 48分 | 競技場: ニッパツ三ツ沢球技場 観客数: 2,030人 主審: 藤田優 |

| 2019年7月3日 No.41 | サンフレッチェ広島                                      | 4 - 0    | 沖縄SV | 福山市                                                                |
| 18:33              | - 東俊希 47分 - 松本大弥 81分 - パトリック 84分, 90+1分 | 公式記録 |        | 競技場: 福山市竹ヶ端運動公園陸上競技場 観客数: 2,751人 主審: 今村義朗 |

| 2019年7月3日 No.42 | ツエーゲン金沢  | 1 - 0    | アルビレックス新潟 | 金沢市                                                              |
| 19:00              | - 杉浦恭平 59分 | 公式記録 |                    | 競技場: 石川県西部緑地公園陸上競技場 観客数: 1,635人 主審: 野田祐樹 |

| 2019年7月3日 No.43 | 名古屋グランパス | 0 - 3    | 鹿屋体育大学                                  | 名古屋市                                                    |
| 19:00              |                  | 公式記録 | - 伊藤龍生 46分 - 根本凌 67分 - 藤本一輝 81分 | 競技場: パロマ瑞穂スタジアム 観客数: 2,462人 主審: 池内明彦 |

| 2019年7月3日 No.44 | 大分トリニータ                                          | 4 - 1    | ガイナーレ鳥取                | 大分市                                                    |
| 19:00              | - 三平和司 30分, 69分 - 刀根亮輔 37分 - 後藤優介 90+3分 | 公式記録 | - ヴィートル・ガブリエル 82分 | 競技場: 昭和電工ドーム大分 観客数: 2,466人 主審: 小屋幸栄 |

| 2019年7月10日 No.45 | セレッソ大阪                                     | 3 - 1 (延長) | アルテリーヴォ和歌山 | 大阪市                                                      |
| 19:00               | - 高木俊幸 38分 - 山下達也 98分 - 安藤瑞季 120分 | 公式記録     | - 林祥太 52分        | 競技場: ヤンマースタジアム長居 観客数: 3,455人 主審: 松尾一 |

| 2019年7月3日 No.46 | レノファ山口FC                  | 2 - 1    | FC琉球          | 山口市                                                      |
| 19:00              | - 工藤壮人 25分 - 山下敬大 73分 | 公式記録 | - 上門知樹 15分 | 競技場: 維新みらいふスタジアム 観客数: 2,127人 主審: 松本大 |

| 2019年7月3日 No.47 | ヴィッセル神戸                                                              | 4 - 0    | ギラヴァンツ北九州 | 神戸市                                                        |
| 19:00              | - 安井拓也 44分 - 小川慶治朗 56分 - 田中順也 64分 - セルジ・サンペール 80分 | 公式記録 |                    | 競技場: ノエビアスタジアム神戸 観客数: 3,222人 主審: 飯田淳平 |

| 2019年7月3日 No.48 | 大宮アルディージャ               | 2 - 1 (延長) | ザスパクサツ群馬 | さいたま市                                                 |
| 19:00              | - 大前元紀 10分 - 髙山和真 118分 | 公式記録     | - 福田俊介 71分  | 競技場: NACK5スタジアム大宮 観客数: 2,571人 主審: 上原直人 |

| 2019年7月3日 No.49 | 鹿島アントラーズ                                   | 3 - 1    | 北陸大学        | 鹿嶋市                                                                  |
| 19:00              | - セルジーニョ 4分 - 山口一真 10分 - 金森健志 14分 | 公式記録 | - 高橋大樹 71分 | 競技場: 茨城県立カシマサッカースタジアム 観客数: 2,742人 主審: 木村博之 |

| 2019年7月3日 No.50 | モンテディオ山形       | 1 - 2    | 栃木SC                     | 天童市                                                      |
| 19:00              | - 北川柊斗 39分 (pen.) | 公式記録 | - 榊翔太 2分 - 平岡翼 78分 | 競技場: NDソフトスタジアム山形 観客数: 2,804人 主審: 岡宏道 |

| 2019年7月3日 No.51                                            | サガン鳥栖                | 1 - 1 (延長) (4-3 PK戦)                                     | ロアッソ熊本  | 鳥栖市                                                        |
| 19:00                                                         | - ビクトル・イバルボ 66分 | 公式記録                                                    | - 村上巧 62分 | 競技場: 駅前不動産スタジアム 観客数: 4,049人 主審: 福島孝一郎 |
|                                                               | PK戦                      |                                                             |               |                                                               |
| - 豊田陽平 - 原川力 - 安在和樹 - 安庸佑 - 小野裕二 - 高橋義希 |                           | - 黒木晃平 - 岡本知剛 - 村上巧 - 佐野翼 - 中原輝 - 小島圭巽 |               |                                                               |

| 2019年7月3日 No.52 | 柏レイソル                                          | 4 - 0    | いわてグルージャ盛岡 | 柏市                                                              |
| 19:00              | - 手塚康平 23分 - 江坂任 66分, 75分 - 細谷真大 87分 | 公式記録 |                      | 競技場: 三協フロンテア柏スタジアム 観客数: 2,011人 主審: 吉田哲朗 |

| 2019年7月3日 No.53 | FC東京          | 1 - 0    | 桐蔭横浜大学 | 調布市                                                  |
| 19:00              | - 内田宅哉 50分 | 公式記録 |              | 競技場: 味の素スタジアム 観客数: 3,914人 主審: 西村雄一 |

| 2019年7月3日 No.54                          | ヴァンフォーレ甲府             | 2 - 2 (延長) (4-2 PK戦)                   | FC岐阜                | 甲府市                                                    |
| 19:00                                       | - 太田修介 6分 - 小柳達司 67分 | 公式記録                                  | - 藤谷匠 51分, 90+3分 | 競技場: 山梨中銀スタジアム 観客数: 1,988人 主審: 清水勇人 |
|                                             | PK戦                           |                                           |                       |                                                           |
| - 佐藤和弘 - 橋爪勇樹 - 曽根田穣 - 小柳達司 |                                | - 風間宏矢 - 川西翔太 - 石川大地 - 藤谷匠 |                       |                                                           |

| 2019年7月3日 No.55 | ベガルタ仙台                                      | 4 - 1    | FC大阪          | 仙台市                                                          |
| 19:00              | - ハモン・ロペス 11分, 73分 - 石原崇兆 47分, 76分 | 公式記録 | - 木匠貴大 44分 | 競技場: ユアテックスタジアム仙台 観客数: 2,617人 主審: 村上伸次 |

| 2019年7月3日 No.56 | FC町田ゼルビア | 0 - 1    | カターレ富山      | 町田市                                                    |
| 19:00              |                | 公式記録 | - 佐々木一輝 22分 | 競技場: 町田市立陸上競技場 観客数: 1,091人 主審: 田中玲匡 |

### 3回戦
| 2019年8月14日 No.57 | 川崎フロンターレ                                      | 2 - 1 (延長) | ファジアーノ岡山 | 岡山市                                                         |
| 19:00               | - レアンドロ・ダミアン 90+3分 - 家長昭博 117分 (pen.) | 公式記録     | - 中野誠也 46分  | 競技場: シティライトスタジアム 観客数: 11,017人 主審: 高山啓義 |

| 2019年8月14日 No.58 | ジュビロ磐田                                                          | 6 - 0    | ヴァンラーレ八戸 | 磐田市                                                        |
| 19:00               | - 荒木大吾 16分 - 中山仁斗 27分, 58分, 67分 - アダイウトン 72分, 86分 | 公式記録 |                  | 競技場: ヤマハスタジアム(磐田) 観客数: 3,839人 主審: 岡部拓人 |

| 2019年8月14日 No.59 | 清水エスパルス  | 1 - 0    | アビスパ福岡 | 福岡市                                                          |
| 19:00               | - 楠神順平 25分 | 公式記録 |              | 競技場: レベルファイブスタジアム 観客数: 2,265人 主審: 池内明彦 |

| 2019年8月14日 No.60 | ガンバ大阪 | 0 - 2    | 法政大学                        | 東京都北区                                                    |
| 18:30               |            | 公式記録 | - 大西遼太郎 24分 - 森岡陸 70分 | 競技場: 味の素フィールド西が丘 観客数: 4,905人 主審: 清水勇人 |

| 2019年8月14日 No.61 | Honda FC                        | 2 - 0    | 徳島ヴォルティス | 鳴門市                                                                                 |
| 19:00               | - 大町将梧 37分 - 遠野大弥 63分 | 公式記録 |                  | 競技場: 鳴門・大塚スポーツパーク ポカリスエットスタジアム 観客数: 1,503人 主審: 松本大 |

| 2019年8月14日 No.62                                    | ヴィアティン三重                | 2 - 2 (延長) (4-5 PK戦)                              | V・ファーレン長崎                 | 諫早市                                                              |
| 19:00                                                  | - 塩谷仁 43分 - 平信翔太 45+2分 | 公式記録                                             | - 新里涼 21分 - イ・ジョンホ 29分 | 競技場: トランスコスモススタジアム長崎 観客数: 2,614人 主審: 谷本涼 |
|                                                        | PK戦                            |                                                      |                                   |                                                                     |
| - 藤牧祥吾 - 原口拓人 - 平信翔太 - 野垣内俊 - 森主麗司 |                                 | - 黒木聖仁 - 大竹洋平 - 吉岡雅和 - 亀川諒史 - 島田譲 |                                   |                                                                     |

| 2019年8月14日 No.63 | 浦和レッズ                              | 2 - 1    | 水戸ホーリーホック   | 水戸市                                                            |
| 19:00               | - ファブリシオ 65分 (pen.), 81分 (pen.) | 公式記録 | - ジョー 53分 (pen.) | 競技場: ケーズデンキスタジアム水戸 観客数: 8,537人 主審: 佐藤隆治 |

| 2019年8月14日 No.64 | 横浜F・マリノス                          | 2 - 1    | 横浜FC          | 横浜市                                                       |
| 19:00               | - 中川風希 21分 - 大津祐樹 45+1分 (pen.) | 公式記録 | - 齋藤功佑 65分 | 競技場: ニッパツ三ツ沢球技場 観客数: 12,489人 主審: 笠原寛貴 |

| 2019年8月14日 No.65 | サンフレッチェ広島          | 2 - 1    | ツエーゲン金沢  | 広島市                                                          |
| 19:03               | - 東俊希 59分 - 渡大生 74分 | 公式記録 | - 金子昌広 27分 | 競技場: エディオンスタジアム広島 観客数: 3,152人 主審: 小屋幸栄 |

| 2019年8月14日 No.66 | 鹿屋体育大学             | 1 - 2 (延長) | 大分トリニータ                     | 大分市                                                    |
| 19:04               | - 刀根亮輔 90+3分 (o.g.) | 公式記録     | - 星雄次 90+1分 - 伊藤涼太郎 120分 | 競技場: 昭和電工ドーム大分 観客数: 2,538人 主審: 窪田陽輔 |

| 2019年8月14日 No.67 | セレッソ大阪                        | 3 - 0    | レノファ山口FC | 山口市                                                        |
| 19:00               | - 澤上竜二 28分, 60分 - ソウザ 31分 | 公式記録 |                | 競技場: 維新みらいふスタジアム 観客数: 4,475人 主審: 今村義朗 |

| 2019年8月14日 No.68 | ヴィッセル神戸                                          | 4 - 0    | 大宮アルディージャ | さいたま市                                                 |
| 19:00               | - 田中順也 20分, 48分 - 藤本憲明 54分 - 小川慶治朗 68分 | 公式記録 |                    | 競技場: NACK5スタジアム大宮 観客数: 7,547人 主審: 飯田淳平 |

| 2019年8月14日 No.69 | 鹿島アントラーズ                                                           | 4 - 0    | 栃木SC | 宇都宮市                                                         |
| 19:00               | - 小田逸稀 37分 - 伊藤翔 45+2分 - レアンドロ 55分 (pen.) - 有馬幸太郎 88分 | 公式記録 |        | 競技場: 栃木県グリーンスタジアム 観客数: 10,168人 主審: 山岡良介 |

| 2019年8月14日 No.70 | サガン鳥栖                    | 1 - 0 (延長) | 柏レイソル | 柏市                                                            |
| 19:00               | - フェルナンド・トーレス 96分 | 公式記録     |            | 競技場: 三協フロンテア柏スタジアム 観客数: 6,589人 主審: 松尾一 |

| 2019年8月14日 No.71 | FC東京 | 0 - 1    | ヴァンフォーレ甲府 | 甲府市                                                    |
| 19:00               |        | 公式記録 | - 森晃太 56分      | 競技場: 山梨中銀スタジアム 観客数: 4,967人 主審: 上田益也 |

| 2019年8月14日 No.72 | ベガルタ仙台          | 1 - 0    | カターレ富山 | 富山市                                                              |
| 18:30               | - ジャーメイン良 73分 | 公式記録 |              | 競技場: 富山県総合運動公園陸上競技場 観客数: 3,238人 主審: 荒木友輔 |

### ラウンド16 (4回戦)
ラウンド16 (4回戦)以降の組み合わせ抽選は、2019年8月16日に日本サッカー協会ビル (JFAハウス) 内にある日本サッカーミュージアム ヴァーチャルスタジアムで行われた。浦和と鹿島がAFCチャンピオンズリーグ2019に勝ち残っていること (この両チームの試合は予備日の9月25日に開催されることが決まっている)、横浜FM・Honda FC・法政大がラウンド16のホームスタジアムを確保できていないことを踏まえ、3つのポットを使って以下の手順で実施された。
1. No.73ホーム→No.73アウェー→No.74ホーム→…の順にトーナメントポジションに1から16の番号を割り当てる。
2. まず、1・3・5・7・9・11・13・15の番号の書かれたカプセルの入ったポットBを抽選し、浦和・鹿島のチーム名の書かれたカプセルの入ったポットAを抽選し、2チームのトーナメントポジションを決定する （これにより、浦和と鹿島はラウンド16で必ずホーム側となる）。
3. 次に、2・4・6・8・10・12・14・16の番号の書かれたカプセルの入ったポットCを抽選し、横浜FM・Honda FC・法政大のチーム名の書かれたカプセルの入ったポットAを抽選し、3チームのトーナメントポジションを決定する（これにより、横浜FM・Honda FC・法政大はラウンド16で必ずアウェイ側となる）。
4. ポットCに残った5つのカプセルをポットBに移し、残りの11チームの書かれたカプセルをポットAに入れ、ポットB→ポットAの順に抽選して残りのチームのトーナメントポジションを決定する。

ドロワーは日本サッカー協会会長の田嶋幸三と、日本サッカー協会専務理事・天皇杯実施委員長の須原清貴、ゲストドロワーとして元日本代表の戸田和幸が参加。
| 2019年9月18日 No.73 | ヴィッセル神戸                                    | 3 - 2    | 川崎フロンターレ                | 神戸市                                                                    |
| 19:03               | - 山口蛍 38分 - 古橋亨梧 45+3分 - 小川慶治朗 63分 | 公式記録 | - 小林悠 70分 - 車屋紳太郎 85分 | 競技場: 神戸総合運動公園ユニバー記念競技場 観客数: 7,808人 主審: 家本政明 |

| 2019年9月18日 No.74                                                                                     | サンフレッチェ広島 | 1 - 1 (延長) (9-10 PK戦)                                                                                    | 大分トリニータ    | 広島市                                                        |
| 19:03                                                                                                   | - ハイネル 80分    | 公式記録 | - 伊藤涼太郎 34分 | 競技場: エディオンスタジアム広島 観客数: 2,846人 主審: 松尾一 |
| | PK戦               | |                   |                                                               |
| - ハイネル - 森島司 - 柏好文 - 松本大弥 - 青山敏弘 - 川辺駿 - 佐々木翔 - 荒木隼人 - 野上結貴 - 柴﨑晃誠 |                    | - 後藤優介 - 小林成豪 - 松本怜 - 島川俊郎 - オナイウ阿道 - 三竿雄斗 - 星雄次 - 高山薫 - 丸谷拓也 - 鈴木義宜 |                   |                                                               |

| 2019年9月18日 No.75 | サガン鳥栖                                          | 4 - 2    | セレッソ大阪                              | 鳥栖市                                                      |
| 19:03               | - 豊田陽平 20分, 88分 - 安庸佑 51分 - 金崎夢生 81分 | 公式記録 | - マテイ・ヨニッチ 48分 - 柿谷曜一朗 72分 | 競技場: 駅前不動産スタジアム 観客数: 4,697人 主審: 清水勇人 |

| 2019年9月18日 No.76                                          | ジュビロ磐田    | 1 - 1 (延長) (3-4 PK戦)                                                                | 清水エスパルス | 磐田市                                                         |
| 19:03                                                        | - 松本昌也 64分 | 公式記録                                                                               | 90+4分 (o.g.)  | 競技場: ヤマハスタジアム (磐田) 観客数: 7,649人 主審: 高山啓義 |
|                                                              | PK戦            |                                                                                        |                |                                                                |
| - ルキアン - 荒木大吾 - 藤田義明 - アダイウトン - 大久保嘉人 |                 | - ヘナト・アウグスト - ドウグラス - ジュニオール・ドゥトラ - 西澤健太 - ファン・ソッコ |                |                                                                |

| 2019年9月25日 No.77 | 鹿島アントラーズ                            | 4 - 1    | 横浜F・マリノス | 鹿嶋市                                                                  |
| 19:03               | - 中村充孝 13分, 30分, 45+2分 - 伊藤翔 77分 | 公式記録 | - エリキ 22分   | 競技場: 茨城県立カシマサッカースタジアム 観客数: 6,529人 主審: 岡部拓人 |

| 2019年9月25日 No.78 | 浦和レッズ | 0 - 2    | Honda FC                      | さいたま市                                                 |
| 19:03               |            | 公式記録 | - 富田湧也 83分 - 原田開 87分 | 競技場: 埼玉スタジアム2002 観客数: 11,953人 主審: 池内明彦 |

| 2019年9月18日 No.79 | V・ファーレン長崎             | 2 - 1    | ベガルタ仙台          | 諫早市                                                                |
| 19:03               | - 畑潤基 47分 - 長谷川悠 87分 | 公式記録 | - ハモン・ロペス 86分 | 競技場: トランスコスモススタジアム長崎 観客数: 3,351人 主審: 小屋幸栄 |

| 2019年9月18日 No.80 | ヴァンフォーレ甲府              | 2 - 1 (延長) | 法政大学      | 甲府市                                                  |
| 19:04               | - 曽根田穣 27分 - 宮崎純真 93分 | 公式記録     | - 森俊貴 77分 | 競技場: 山梨中銀スタジアム 観客数: 2,948人 主審: 谷本涼 |

### 準々決勝
| 2019年10月23日 No.81 | ヴィッセル神戸 | 1 - 0    | 大分トリニータ | 神戸市                                                        |
| 19:04                | - 山口蛍 56分  | 公式記録 |                | 競技場: ノエビアスタジアム神戸 観客数: 8,484人 主審: 西村雄一 |

| 2019年10月23日 No.82 | サガン鳥栖 | 0 - 1    | 清水エスパルス                | 鳥栖市                                                    |
| 19:03                |            | 公式記録 | - ジュニオール・ドゥトラ 15分 | 競技場: 駅前不動産スタジアム 観客数: 5,664人 主審: 東城穣 |

| 2019年10月23日 No.83 | 鹿島アントラーズ | 1 - 0    | Honda FC | 鹿嶋市                                                                |
| 19:04                | - 土居聖真 65分  | 公式記録 |          | 競技場: 茨城県立カシマサッカースタジアム 観客数: 6,660人 主審: 松尾一 |

| 2019年10月23日 No.84 | V・ファーレン長崎            | 2 - 1    | ヴァンフォーレ甲府 | 諫早市                                                                |
| 19:03                | - 吉岡雅和 9分 - 新里涼 14分 | 公式記録 | - 太田修介 31分    | 競技場: トランスコスモススタジアム長崎 観客数: 3,571人 主審: 山本雄大 |

### 準決勝
| 2019年12月21日 No.85 | ヴィッセル神戸                                    | 3 - 1    | 清水エスパルス                | 神戸市                                                         |
| 14:05                | - イニエスタ 13分 - 田中順也 33分 - 古橋亨梧 69分 | 公式記録 | - ジュニオール・ドゥトラ 38分 | 競技場: ノエビアスタジアム神戸 観客数: 22,341人 主審: 木村博之 |

| 2019年12月21日 No.86 | 鹿島アントラーズ                                          | 3 - 2    | V・ファーレン長崎             | 鹿嶋市                                                                 |
| 16:05                | - セルジーニョ 4分 - （畑潤基） 23分 (o.g.) - 伊藤翔 73分 | 公式記録 | - 米田隼也 37分 - 澤田崇 76分 | 競技場: 茨城県立カシマサッカースタジアム 観客数: 15,760人 主審: 東城穣 |

### 決勝
新・国立競技場のこけら落としにして、6年ぶりとなる「元日・国立」に駒を進めたのは元スペイン代表MFアンドレス・イニエスタの1ゴール1アシストの活躍で清水を下した神戸と、MFセルジーニョ、FW伊藤翔の得点などでJ2勢唯一の勝ち残りだった長崎を振り切り3大会ぶりの決勝進出を決めた鹿島の2チーム。神戸は天皇杯準決勝3度目にして初の決勝進出で、クラブ創設25年目（前身の川崎製鉄水島サッカー部時代も含めると55年目）で初の三大タイトル獲得を目指す戦いとなり、鹿島は2年半指揮を執りこの年限りでの退任が決まっている大岩剛にとって最初で最後の国内タイトル獲得のチャンスとなった。
序盤から神戸がポゼッションを高めて優勢に試合を運ぶ中、前半18分、左サイドを突破した神戸のMF酒井高徳が切り込んでブロックされた球を神戸のFWルーカス・ポドルスキが奪い返して切り込み、角度のないところからクロスを上げると、これを鹿島のGKクォン・スンテが手ではじき返すも、そのボールがゴール正面に詰めていた神戸のFW藤本憲明と鹿島のDF犬飼智也が絡んでいたところの足元に跳ね返ってそのままゴール（場内アナウンスでは藤本のゴールとされたがその後、犬飼の足に当たったとしてオウンゴールの判定に訂正された。）、神戸が先制に成功する。さらに前半38分には神戸のMF西大伍の右サイドからのクロスの処理をミスした犬飼からこぼれたボールを再び藤本がそのまま流し込んで2点目を挙げ、前半を2-0で終えた。
後半、鹿島はMF白崎凌兵に代わってFW土居聖真が投入して反撃を試み、さらに53分にはDF山本脩斗も投入しそれまでの鹿島の基本フォーメーションであった4-4-2を崩して、それまでほとんど試したことのない3-4-2-1に変更して攻勢を強めようとしたが、守備を固めた神戸ゴール前での精度を欠いたこともあり、得点には至らなかった。試合は2-0で終了し神戸がクラブ初の三大タイトルとなる天皇杯を獲得した。なお神戸FWダビド・ビジャは現役最後の試合となり、後半終了間際に途中出場して有終の美を飾った。
| ヴィッセル神戸                             | 2 - 0    | 鹿島アントラーズ |
| ------------------------------------------ | -------- | ---------------- |
| - （犬飼智也） 18分 (o.g.) - 藤本憲明 38分 | 公式記録 |                  |

| ヴィッセル神戸       |    |                          |      |        |
| GK                   | 18 | 飯倉大樹                 |      |        |
| DF                   | 33 | ダンクレー               | 57分 |        |
| DF                   | 25 | 大﨑玲央                 |      |        |
| DF                   | 04 | トーマス・フェルマーレン |      |        |
| MF                   | 22 | 西大伍                   |      |        |
| MF                   | 05 | 山口蛍                   |      |        |
| MF                   | 08 | アンドレス・イニエスタ   |      | 88分   |
| MF                   | 24 | 酒井高徳                 |      |        |
| FW                   | 10 | ルーカス・ポドルスキ     |      | 90+2分 |
| FW                   | 09 | 藤本憲明                 |      | 78分   |
| FW                   | 16 | 古橋亨梧                 |      |        |
| 控え:                |    |                          |      |        |
| GK                   | 01 | 前川黛也                 |      |        |
| DF                   | 03 | 渡部博文                 |      |        |
| MF                   | 27 | 郷家友太                 |      |        |
| MF                   | 35 | 安井拓也                 |      | 88分   |
| FW                   | 13 | 小川慶治朗               |      |        |
| FW                   | 21 | 田中順也                 |      | 78分   |
| FW                   | 07 | ダビド・ビジャ           |      | 90+2分 |
|                      |    |                          |      |        |
| 監督                 |    |                          |      |        |
| トルステン・フィンク |    |                          |      |        |

| 鹿島アントラーズ |    |                |      |      |
| GK               | 01 | クォン・スンテ |      |      |
| DF               | 06 | 永木亮太       |      |      |
| DF               | 27 | ブエノ         |      |      |
| DF               | 39 | 犬飼智也       |      |      |
| DF               | 28 | 町田浩樹       |      |      |
| MF               | 20 | 三竿健斗       |      |      |
| MF               | 04 | レオ・シルバ   | 77分 |      |
| MF               | 30 | 名古新太郎     |      | 53分 |
| MF               | 41 | 白崎凌兵       |      | 46分 |
| FW               | 15 | 伊藤翔         |      | 72分 |
| FW               | 18 | セルジーニョ   |      |      |
| 控え:            |    |                |      |      |
| GK               | 21 | 曽ヶ端準       |      |      |
| DF               | 33 | 関川郁万       |      |      |
| DF               | 16 | 山本脩斗       |      | 53分 |
| DF               | 02 | 内田篤人       |      |      |
| MF               | 13 | 中村充孝       |      | 72分 |
| MF               | 08 | 土居聖真       |      | 46分 |
| FW               | 34 | 有馬幸太郎     |      |      |
|                  |    |                |      |      |
| 監督             |    |                |      |      |
| 大岩剛           |    |                |      |      |

| 第99回天皇杯 優勝     |
| --------------------- |
| ヴィッセル神戸 初優勝 |

### トーナメント表
|  | 準々決勝           | 準々決勝          |                  |   | 準決勝 | 準決勝 |  |  | 決勝 | 決勝 |
|  |                    |                   |                  |   |        |        |  |  |      |      |
|  | 2019年10月23日     |                   |                  |   |        |        |  |  |      |      |
|  |                    |                   |                  |   |        |        |  |  |      |      |
|  | ヴィッセル神戸     | 1                 |                  |   |        |        |  |  |      |      |
|  | ヴィッセル神戸     | 1                 | 2019年12月21日   |   |        |        |  |  |      |      |
|  | 大分トリニータ     | 0                 |                  |   |        |        |  |  |      |      |
|  | 大分トリニータ     | 0                 | ヴィッセル神戸   | 3 |        |        |  |  |      |      |
|  | 2019年10月23日     |                   | ヴィッセル神戸   | 3 |        |        |  |  |      |      |
|  |                    | 清水エスパルス    | 1                |   |        |        |  |  |      |      |
|  | サガン鳥栖         | 清水エスパルス    | 1                | 0 |        |        |  |  |      |      |
|  | サガン鳥栖         |                   | 2020年1月1日     | 0 |        |        |  |  |      |      |
|  | 清水エスパルス     | 1                 |                  |   |        |        |  |  |      |      |
|  | 清水エスパルス     | 1                 | ヴィッセル神戸   | 2 |        |        |  |  |      |      |
|  | 2019年10月23日     |                   | ヴィッセル神戸   | 2 |        |        |  |  |      |      |
|  |                    | 鹿島アントラーズ  | 0                |   |        |        |  |  |      |      |
|  | 鹿島アントラーズ   | 鹿島アントラーズ  | 0                | 1 |        |        |  |  |      |      |
|  | 鹿島アントラーズ   | 2019年12月21日    |                  | 1 |        |        |  |  |      |      |
|  | Honda FC           | 0                 |                  |   |        |        |  |  |      |      |
|  | Honda FC           | 0                 | 鹿島アントラーズ | 3 |        |        |  |  |      |      |
|  | 2019年10月23日     |                   | 鹿島アントラーズ | 3 |        |        |  |  |      |      |
|  |                    | V・ファーレン長崎 | 2                |   |        |        |  |  |      |      |
|  | V・ファーレン長崎  | V・ファーレン長崎 | 2                | 2 |        |        |  |  |      |      |
|  | V・ファーレン長崎  |                   |                  | 2 |        |        |  |  |      |      |
|  | ヴァンフォーレ甲府 | 1                 |                  |   |        |        |  |  |      |      |
|  | ヴァンフォーレ甲府 | 1                 |                  |   |        |        |  |  |      |      |